# Michael Ballack
Michael Ballack (Görlitz, 26 settembre 1976) è un ex calciatore tedesco, di ruolo centrocampista.
Considerato uno dei migliori calciatori della sua generazione, venne definito da Karl-Heinz Rummenigge "il centrocampista più prolifico al mondo". Soprannominato in patria Der Capitano, Ballack fu la principale icona sportiva tedesca degli anni duemila, alla pari di Michael Schumacher, nonché simbolo, modello, per tanti tedeschi, addirittura per la cancelliera Angela Merkel che per spiegare la rinascita economica della Germania dichiarò «Io sono Ballack». Nel marzo del 2004 è stato inserito da Pelé nel FIFA 100 (la speciale classifica che include i più forti calciatori del mondo di tutti i tempi ancora in vita). È spesso chiamato Eterno secondo, a causa della moltitudine di secondi posti collezionati con i suoi club e con la Nazionale.
A livello individuale è stato eletto per ben 3 volte Calciatore tedesco dell'anno: nel 2002, 2003 e 2005. Inoltre è stato inserito nel 2002 nella Squadra dell'anno UEFA e nel ESM Team of the Year nel 2001-2002. Con la nazionale teutonica, è stato nell'All-Star Team dei Mondiali di Giappone-Corea del Sud 2002 e Germania 2006. Nel mondiale nippo-coreano è stato, tra l'altro, uomo-assist della competizione. Nel 2005 ha vinto la Scarpa d'argento della FIFA Confederations Cup. È stato anche inserito nella Top 11 degli Europei in due diverse edizioni: Euro 2004 ed Euro 2008.
Ha militato dal 1995 al 1997 al Chemnitz, dal 1997 al 1999 al Kaiserslautern, poi al Bayer Leverkusen fino al 2002, anno in cui si trasferisce al Bayern Monaco sino al 2006. Dal 2006 al 2010 approda in Inghilterra al Chelsea per poi fare ritorno, a fine carriera, a Leverkusen. In carriera Ballack ha ottenuto: 4 campionati tedeschi, uno con il Kaiserslautern nel 1997-1998 e tre con il Bayern Monaco nel 2002-2003, 2004-2005 e 2005-2006; 3 coppe di Germania con il Bayern nel 2002-2003, 2004-2005 e 2005-2006; una Coppa di Lega Tedesca sempre con il Bayern Monaco nel 2004; una Premier League con il Chelsea nel 2009-2010; 3 FA Cup con i londinesi nel 2006-2007, 2008-2009 e 2009-2010; una Football League Cup nel 2006-2007 ed una Community Shield nel 2009. Con la nazionale tedesca, con cui ha militato dal 1998 al 2010, ha totalizzato 98 presenze e 42 reti ed è stato capitano dal 2004 al 2010. Si trova all'8º posto nella classifica all-time dei migliori marcatori di sempre della nazionale. Con la Germania si è laureato vicecampione del mondo nel 2002 e vicecampione d'Europa nel 2008.

## Biografia
Di origine sorba, Michael Ballack è nato a Görlitz, città nella regione storica di Lusazia e Slesia, oggi nello stato libero della Sassonia, a ridosso del confine con la Polonia. È l'unico figlio della coppia formata da Stephan e Karin. Il padre è un ingegnere civile ed ex calciatore che giocò a livello amatoriale mentre la madre ha praticato nuoto e ha lavorato come segretaria.
È convolato a nozze con Simone Lambe, che ha conosciuto nella città di Kaiserslautern, il 14 luglio del 2008 dopo dieci anni di fidanzamento, nel Castello Kempfenhausen, alla periferia di Monaco di Baviera. I due hanno divorziato nel 2012. Ha tre figli: Louis (2001), Emilio (2002-2021) e Jordi (2005). Ha frequentato Natacha Tannous dal 2015 al 2019.
Il 18 ottobre 2012 fu arrestato in Spagna, vicino alla città di Trujillo, mentre viaggiava in auto a 211 km/h in un tratto in cui il limite era di 120 km/h.
Durante Euro 2012, i mondiali del 2014 e Euro 2016 lavora come opinionista per ESPN, spesso al fianco di Alexi Lalas.
Nel 2020 è stato sottoposto a un intervento per rimuovere un tumore alla schiena.
Il 5 agosto 2021 viene colpito da un gravissimo lutto. Il figlio Emilio, 18 anni, muore in un incidente sul suo quad mentre si trovava in vacanza in Portogallo.

## Caratteristiche tecniche
Ballack è stato un centrocampista centrale in grado di ricoprire anche il ruolo di mediano e di trequartista. Ambidestro, possedeva un'ottima visione di gioco e precisione nei passaggi; la sua abilità negli inserimenti e nel colpo di testa, combinata ad un tiro secco e potente, anche dalla distanza, gli ha permesso di segnare un buon numero di gol in carriera.
Sebbene sia stato molto osannato, Ballack è stato anche criticato, poiché molti addetti ai lavori lo reputavano un giocatore sopravvalutato. Il centrocampista tedesco ha, però, sempre dimostrato impermeabilità alle critiche sul campo grazie alle sue doti tecniche e da leader.
Nel 2011 l'allenatore Joachim Löw lo ha elogiato, descrivendolo come un giocatore che "trasuda autorità e calma in campo".

## Carriera

### Club

#### Inizi: Chemnitz
Nativo dell'ex Germania Est, inizia la sua carriera nel BSG Motor Karl-Marx-Stadt. Si allenava con la squadra da quando aveva sette anni. 
Nel 1995 ha firmato il suo primo contratto da professionista. Si è in poco tempo messo in luce per le sue prestazioni e così, il 4 agosto 1995, ha fatto il suo esordio in 2. Bundesliga nella partita tra Chemnitzer e Lokomotive Lipsia. Durante la stagione ha giocato quindici partite. L'anno dopo, con il Chemnitzer in terza divisione, ha realizzato 9 gol che non sono stati sufficienti per il ritorno della squadra in seconda divisione.

#### Kaiserslautern
Nel 1997 viene ingaggiato dal Kaiserslautern, appena promosso in Bundesliga e guidato da Otto Rehhagel.
Nel corso della settima giornata della Bundesliga 1997-1998, in occasione di Karlsruher-Kaiserslautern, Rehhagel decide di farlo debuttare nel massimo torneo calcistico tedesco, giocando i 5 minuti finali di quell'incontro. Il 28 marzo 1998, nella partita contro il Bayer Leverkusen, viene schierato per la prima volta tra i titolari, con l'incarico di marcare Emerson che sarebbe divenuto suo compagno di squadra. Nel corso dell'annata colleziona 16 presenze, contribuendo così alla storica vittoria della Bundesliga, primo successo della storia per una neopromossa.
Nella stagione 1998-1999 diventa titolare (30 presenze e 4 gol). Il Kaiserslautern raggiunge i quarti di finale della Champions League, prima di essere eliminato dal Bayern Monaco.

#### Bayer Leverkusen
Il 1º luglio 1999, due mesi dopo la sua prima presenza in Nazionale, a 22 anni viene acquistato dal Bayer Leverkusen per 8 milioni di marchi (4,8 milioni di euro).
Al Bayer Leverkusen ha come allenatori Christoph Daum prima e Klaus Toppmöller poi. Nel 2000 al Bayer basta un punto nella partita contro l'Unterhaching per laurearsi campione di Germania, ma una sua autorete decreta la sconfitta delle Aspirine. Nella stagione 2000-01 ha giocato 34 partite e ha segnato 15 gol, contribuendo alla qualificazione del Leverkusen per la Coppa UEFA, competizione che vede uscire i tedeschi nella fase ad eliminazione diretta per mano dell'AEK Atene.
Nella stagione 2001-2002 aiuta il Bayer a centrare nuovamente il secondo posto in campionato alle spalle del Borussia Dortmund ed a raggiungere due finali: quella della Coppa di Germania e quella della Champions League, con il Bayer battuto in ambedue le occasioni. Realizza 17 gol in Bundesliga, viene eletto Giocatore tedesco dell'anno e viene inserito nella squadra dell'anno 2002 dai lettori di UEFA. Insieme ai compagni di squadra Bernd Schneider, Carsten Ramelow e Oliver Neuville partecipa in estate ai Mondiali 2002.
Nelle tre stagioni alla BayArena segna 27 gol in campionato e 9 nelle competizioni europee.

#### Bayern Monaco

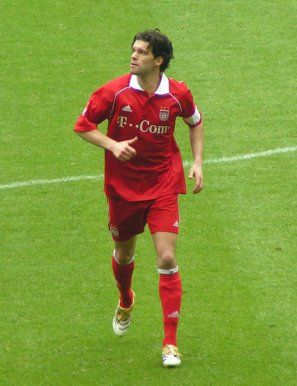
Ballack con la maglia del Bayern nel 2006.

Nell'estate del 2002 viene acquistato dal Bayern Monaco per 6 milioni di euro.
Segna 10 reti in una stagione che vede il Bayern trionfare in Bundesliga e nella Coppa di Germania, dove in finale i bavaresi sconfiggono il Kaiserslautern per 3-1. Nella circostanza è autore di una doppietta contro la sua ex squadra. Dopo un'altra stagione vittoriosa (il Bayern conquista la Bundesliga 2002-2003), nel 2003-2004 non riesce a riconfermarsi campione di Germania, ma nel 2004-2005 risulta decisivo nella doppia vittoria della terza Bundesliga in quattro anni e della Coppa di Germania.
Nel 2005-2006 arriva un'altra accoppiata Bundesliga-Coppa di Germania. Dal 1998 al 2005 ha realizzato 61 gol in campionato. Nella stagione 2005-2006, dopo la finale della Coppa di Germania vinta contro l'Eintracht Francoforte, il presidente Franz Beckenbauer lo accusa di «risparmiare le forze» in vista di un suo prossimo trasferimento al Chelsea, che si sarebbe concluso di lì a poco.
In quattro stagioni con il Bayern ― durante le quali è stato spesso capitano ― vince tre titoli tedeschi e tre Coppe di Germania, realizzando ogni volta l'accoppiata (2003, 2005, 2006) e segnando 47 gol in 135 partite (di cui 44 in 107 gare in Bundesliga).

#### Chelsea
Dopo diverse voci di una possibile mossa da parte del Real Madrid, Milan e Manchester United, firma per il Chelsea il 15 maggio 2006. Dopo essere arrivato al Chelsea dichiara sarcasticamente che l'acrimonia con cui i sostenitori del Bayern avevano accolto la notizia della sua partenza dimostrava la sua importanza per la squadra. Smentisce inoltre chi affermava che il suo trasferimento al Chelsea fosse dettato da motivazioni economiche, ammettendo di essere approdato in Inghilterra per realizzare il sogno di giocare all'estero, dichiarando inoltre di sperare di concludere la carriera al Chelsea.

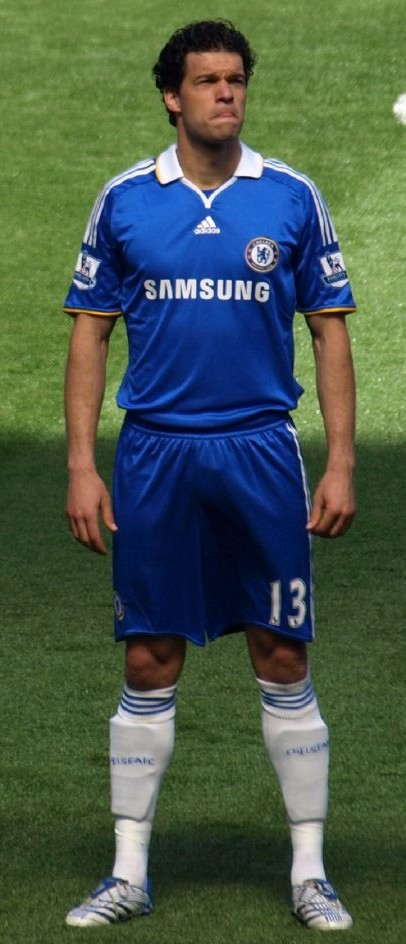
Ballack con la maglia del Chelsea nel 2008.

Il debutto ufficiale con la squadra inglese risale all'incontro di Supercoppa contro il Liverpool, vittorioso per 2-1, mentre il debutto in Premier League è datato 27 agosto 2006 in Blackburn-Chelsea. Il primo gol, segnato su rigore, è del 12 settembre 2006, nella partita di Champions League Chelsea-Werder Brema (2-0). Nella sua prima stagione londinese arriva con i blues al secondo posto in Premier League dopo che nelle due stagioni passate gli uomini di José Mourinho avevano vinto il titolo mentre in Champions League ancora una volta la fortuna non assiste il tedesco che è costretto a fermarsi ai calci di rigore in semifinale contro il Liverpool. In totale segna 8 gol in stagione e vince la Carling Cup e la Coppa d'Inghilterra, pur non giocando la finale di quest'ultima competizione per via di un'operazione alla caviglia subita qualche settimana prima.
Nell'annata successiva colleziona ancora un'incredibile collezione di secondi posti che inizia ad agosto con il Community Shield perso contro il Manchester United ai calci di rigore dopo che la partita era terminata 1-1. Nel febbraio 2008 altra finale persa, stavolta di Carling Cup contro i rivali cittadini del Tottenham. La Premier gli sfugge anche in questa stagione, sempre per mano del Manchester United che vince il titolo per due punti. Non finisce qui perché la tanto attesa Champions sfuma nella finale di Mosca e ironia della sorte sempre per mano dei red devils ai calci di rigore, chiudendo la stagione così come era iniziata.
La stagione successiva la corsa in Europa verrà fermata dal Barcellona da un gol di Iniesta nel finale di partita e che vede protagonista il tedesco di una feroce protesta contro l'arbitro Tom Henning Øvrebø reo di non aver concesso alcuni calci di rigore in quella gara. In quella stagione arriva la seconda FA Cup per il tedesco con i blues che trionfano per 2-1 contro l'Everton. Nell'ultima stagione Ballack vince la Premier League assieme alla terza FA Cup, stavolta vinta in finale per 1-0 contro il Portsmouth.
Il 9 giugno 2010 il Chelsea annuncia che alla fine del mese, alla naturale scadenza del contratto, Ballack lascerà la squadra rimanendo svincolato. Nonostante il manager Carlo Ancelotti voleva che Ballack rimanesse, il proprietario del club Roman Abramovich era disposto a offrirgli un contratto di un solo anno solo a causa della sua età avanzata.

#### Ritorno al Bayer Leverkusen
Il 25 giugno 2010 viene ufficializzato il suo ritorno al Bayer Leverkusen dopo otto anni divisi tra Bayern Monaco e Chelsea, firmando un contratto biennale.
Segna il suo primo gol dal ritorno a Leverkusen nella partita dei playoff di Europa League vinta per 3-0 con il Tavrija Simferopol'. Il 20 febbraio 2011, Ballack torna dall'infortunio, sostituendo Simon Rolfes nella gara contro lo Stoccarda vinta per 4-2 dalle aspirine. Il secondo gol con il Leverkusen è arrivato nella vittoria per 2-0 nel ritorno dei sedicesimi di finale di Europa League, contro il Metalist Charkiv. A causa di vari infortuni, ha chiuso la stagione con sole 20 partite (17 in campionato, 3 in Europa) e 2 gol e piazzandosi in seconda posizione in Bundesliga dietro il Borussia Dortmund.
Nella sua seconda e ultima stagione, ha realizzato il suo primo gol in campionato dal ritorno alle aspirine, nella partita vinta per 2-0 con il Kaiserslautern. Conclude la stagione con 25 partite (18 in campionato, 1 in coppa di Germania e 6 in Champions League) e 2 reti, di cui 1 in Champions.

#### Ritiro
Il 2 ottobre 2012, a 36 anni, si ritira dal calcio giocato, nonostante avesse avuto offerte dalla Major League Soccer e dal Western Sydney Wanderers. Torna a calcare il campo in occasione della sua gara di addio, organizzata a Lipsia il 5 giugno 2013, a cui prendono parte numerose stelle del mondo dello sport (Michael Schumacher, José Mourinho, Rudi Völler, Didier Drogba, Andrij Ševčenko, Lothar Matthäus e molti altri ex compagni) per omaggiarlo.

### Nazionale

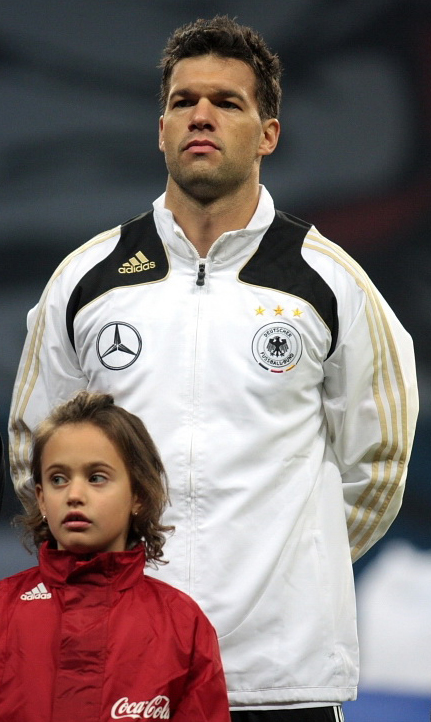
Michael Ballack in nazionale nel 2009.

Dopo aver esordito con la Germania under 21 il 26 marzo 1996 contro la Danimarca, debutta con la Nazionale maggiore il 28 aprile 1999 al 60' di Germania-Scozia, entrando al posto di Dietmar Hamann.
Ha disputato gli Europei del 2000, giocando solo due delle tre partite disputate dai tedeschi: la sfida contro l'Inghilterra, nella quale è subentrato a Sebastian Deisler, e quella contro il Portogallo, nella quale è uscito dopo 46 minuti di gioco. Due anni dopo ha guidato come capitano la nazionale tedesca ai Mondiali del 2002 disputati in Giappone e Corea del Sud. Ha giocato tutte e tre le gare della fase a gironi realizzando tra l'altro un gol contro l'Arabia Saudita. Nei quarti di finale contro gli Stati Uniti è stato proprio il suo gol a qualificare la Germania al turno successivo. In semifinale ha segnato il gol dell'1-0 contro la Corea del Sud padrona di casa che ha permesso alla formazione tedesca di approdare in finale. Tuttavia, essendo diffidato, non ha potuto giocare la partita contro il Brasile che si è poi imposto sui tedeschi per 2-0 grazie ad una doppietta di Ronaldo. Ballack, in merito all'episodio e alla sconfitta in finale, dichiarò: «Un episodio che mi ha pesato per un po', anche se negli ultimi due anni non ci ho pensato poi molto. È successo, s'era creata quella situazione di pericolo contro la Corea e ho dovuto fare fallo. Non so se con me, nella finale, sarebbe andata diversamente. Gli altri erano migliori, dobbiamo accettarlo».

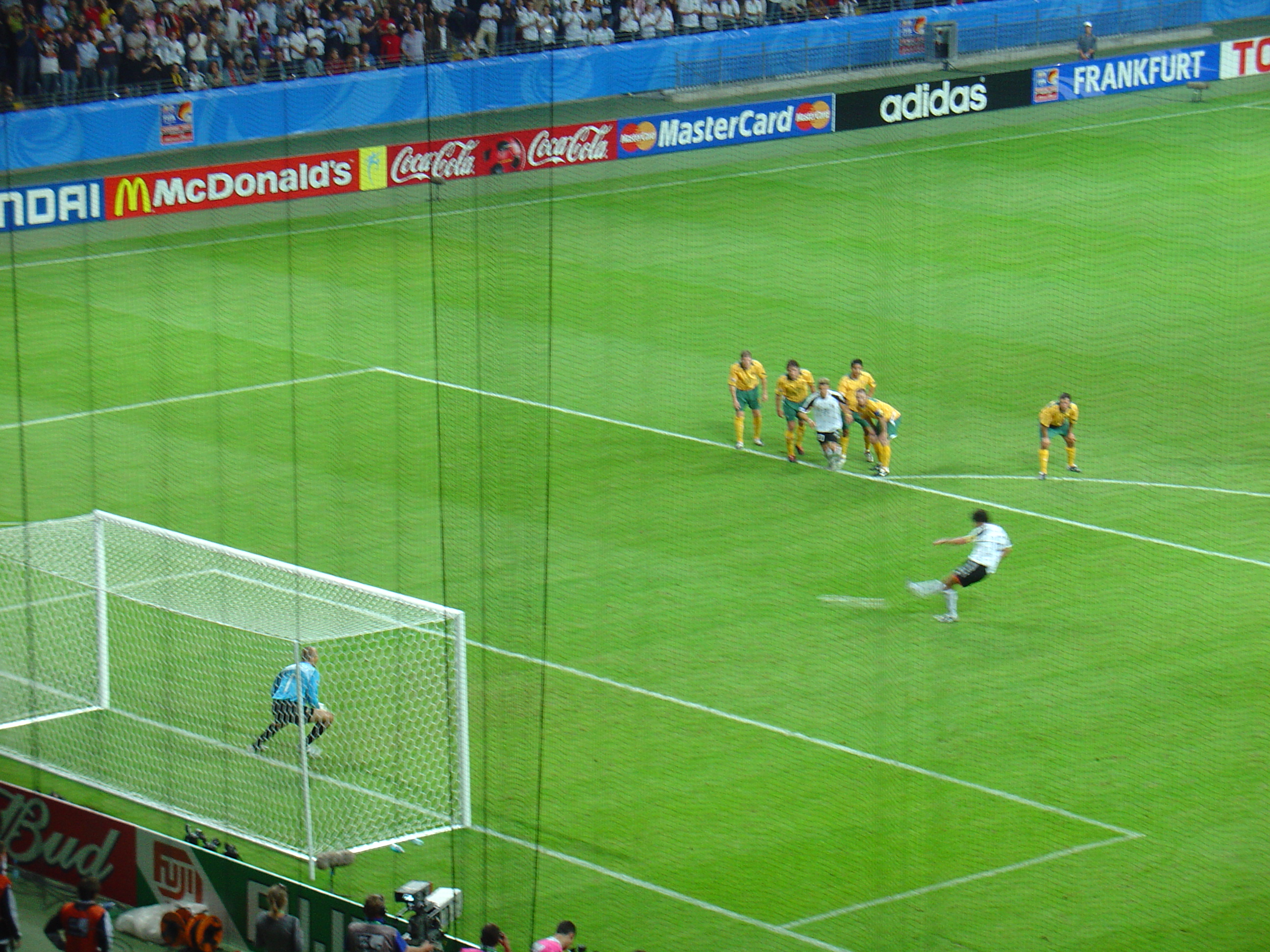
Ballack realizza dal dischetto il gol del momentaneo 3-2 in Germania-Australia (4-3) nella fase a gironi della Confederations Cup 2005.

Dopo aver preso parte agli Europei del 2004 conclusi al primo turno, Ballack è stato uno dei protagonisti della FIFA Confederations Cup 2005 in Germania, un torneo nato allo scopo di anticipare il torneo mondiale dell'anno successivo. Nel corso del torneo ha realizzato 4 reti: tre su rigore contro Australia, Turchia e Brasile e una su azione nel corso della partita valida per il terzo posto contro il Messico. La Germania si classifica terza e Ballack conquista il titolo di vice-capocannoniere (4 reti, una in meno del brasiliano Adriano).
L'anno successivo ha disputato da protagonista i Mondiali tedeschi del 2006. In quest'ultima competizione ha giocato tutte le gare ad'eccezione la partita d'esordio contro la Costa Rica per un problema al polpaccio. La Germania arriva in semifinale dove viene sconfitta per 0-2 dai futuri campioni dell'Italia. Ritornato in nazione dopo aver recuperato dall'infortunio alla caviglia, Ballack ha guidato la Germania agli Europei del 2008 in Svizzera ed Austria. In questa competizione è andato a segno contro l'Austria nella terza partita della fase a gironi e nei quarti di finale contro il Portogallo. La Germania si è arresa in finale contro la Spagna, con Ballack schierato ugualmente nonostante venisse da un brutto infortunio al polpaccio destro.
A causa di un infortunio capitatogli durante la finale della Coppa d'Inghilterra, dovuto a un rude intervento di Kevin-Prince Boateng del Portsmouth, non ha potuto partecipare al Mondiale sudafricano del 2010. Dopo il forfait mondiale e a seguito di alcune polemiche con Philipp Lahm e con Joachim Löw in merito alla fascia di capitano, Ballack non viene più convocato in nazionale. Gli viene offerta la possibilità di disputare una amichevole di addio contro il Brasile, ma il centrocampista rifiuta definendo questa proposta "una farsa" e criticando l'atteggiamento tenuto da Löw nei suoi confronti.
Conclude, quindi, la sua esperienza con la nazionale teutonica ― che ha rappresentato in due edizioni dei mondiali (2002 e 2006), in tre di europei (2000, 2004 e 2008) e in due Confederations Cup (1999 e 2005) ― con 42 reti in 98 incontri, durante un periodo di militanza che va dal 1998 al 2010. Ha, inoltre, indossato la fascia di capitano per sei anni, dal 2004 al 2010.

## Statistiche

### Presenze e reti nei club
| Stagione                | Squadra                 | Campionato              | Campionato | Campionato | Coppe nazionali | Coppe nazionali | Coppe nazionali | Coppe continentali | Coppe continentali | Coppe continentali | Altre coppe | Altre coppe | Altre coppe | Totale | Totale |
| Stagione                | Squadra                 | Comp                    | Pres       | Reti       | Comp            | Pres            | Reti            | Comp               | Pres               | Reti               | Comp        | Pres        | Reti        | Pres   | Reti   |
| ----------------------- | ----------------------- | ----------------------- | ---------- | ---------- | --------------- | --------------- | --------------- | ------------------ | ------------------ | ------------------ | ----------- | ----------- | ----------- | ------ | ------ |
| 1994-1995               | Chemnitzer II           | OL                      | 7          | 2          | -               | -               | -               | -                  | -                  | -                  | -           | -           | -           | 7      | 2      |
| 1995-1996               | Chemnitzer II           | OL                      | 11         | 3          | -               | -               | -               | -                  | -                  | -                  | -           | -           | -           | 11     | 3      |
| Totale Chemnitz II      | Totale Chemnitz II      | Totale Chemnitz II      | 18         | 5          |                 | -               | -               |                    | -                  | -                  |             | -           | -           | 18     | 5      |
| 1995-1996               | Chemnitz                | 2.BL                    | 15         | 0          | CG              | 1               | 0               | -                  | -                  | -                  | -           | -           | -           | 16     | 0      |
| 1996-1997               | Chemnitz                | RL                      | 34         | 10         | CG              | 1               | 0               | -                  | -                  | -                  | -           | -           | -           | 35     | 10     |
| Totale Chemnitz         | Totale Chemnitz         | Totale Chemnitz         | 49         | 10         |                 | 2               | 0               |                    | -                  | -                  |             | -           | -           | 51     | 10     |
| 1997-1998               | Kaiserslautern II       | RL                      | 17         | 8          | -               | -               | -               | -                  | -                  | -                  | -           | -           | -           | 17     | 8      |
| 1997-1998               | Kaiserslautern          | BL                      | 16         | 0          | CG              | 2               | 0               | -                  | -                  | -                  | -           | -           | -           | 18     | 0      |
| 1998-1999               | Kaiserslautern          | BL                      | 30         | 4          | CG+LP           | 2+1             | 0+0             | UCL                | 6                  | 0                  | -           | -           | -           | 39     | 4      |
| Totale Kaiserslautern   | Totale Kaiserslautern   | Totale Kaiserslautern   | 46         | 4          |                 | 4+1             | 0+0             |                    | 6                  | 0                  |             | -           | -           | 57     | 4      |
| 1999-2000               | Bayer Leverkusen        | BL                      | 23         | 3          | CG              | 0               | 0               | CU                 | 2                  | 2                  | -           | -           | -           | 25     | 5      |
| 2000-2001               | Bayer Leverkusen        | BL                      | 27         | 7          | CG+LP           | 2+1             | 0+0             | UCL                | 5                  | 2                  | -           | -           | -           | 35     | 9      |
| 2001-2002               | Bayer Leverkusen        | BL                      | 29         | 17         | CG+LP           | 4+1             | 0+0             | UCL                | 16                 | 6                  | -           | -           | -           | 50     | 23     |
| 2002-2003               | Bayern Monaco           | BL                      | 26         | 10         | CG+LP           | 5+0             | 4+0             | UCL                | 7                  | 1                  | -           | -           | -           | 38     | 15     |
| 2003-2004               | Bayern Monaco           | BL                      | 28         | 7          | CG+LP           | 3+1             | 2+2             | UCL                | 8                  | 0                  | -           | -           | -           | 40     | 11     |
| 2004-2005               | Bayern Monaco           | BL                      | 27         | 13         | CG+LP           | 4+2             | 3+2             | UCL                | 9                  | 2                  | -           | -           | -           | 42     | 20     |
| 2005-2006               | Bayern Monaco           | BL                      | 26         | 14         | CG+LP           | 5+0             | 1+0             | UCL                | 6                  | 1                  | -           | -           | -           | 37     | 16     |
| Totale Bayern Monaco    | Totale Bayern Monaco    | Totale Bayern Monaco    | 107        | 44         |                 | 17+3            | 10+4            |                    | 30                 | 4                  |             | -           | -           | 157    | 62     |
| 2006-2007               | Chelsea                 | PL                      | 26         | 5          | FACup+CdL       | 3+6             | 1+0             | UCL                | 10                 | 2                  | CS          | 1           | 0           | 46     | 8      |
| 2007-2008               | Chelsea                 | PL                      | 18         | 7          | FACup+CdL       | 2+3             | 0+0             | UCL                | 7                  | 2                  | CS          | 0           | 0           | 30     | 9      |
| 2008-2009               | Chelsea                 | PL                      | 29         | 1          | FACup+CdL       | 6+1             | 3+0             | UCL                | 10                 | 0                  | -           | -           | -           | 46     | 4      |
| 2009-2010               | Chelsea                 | PL                      | 32         | 4          | FACup+CdL       | 4+2             | 1+0             | UCL                | 6                  | 0                  | CS          | 1           | 0           | 45     | 5      |
| Totale Chelsea          | Totale Chelsea          | Totale Chelsea          | 105        | 17         |                 | 15+12           | 5+0             |                    | 33                 | 4                  |             | 2           | 0           | 167    | 26     |
| 2010-2011               | Bayer Leverkusen        | BL                      | 17         | 0          | CG              | 0               | 0               | UEL                | 3                  | 2                  | -           | -           | -           | 20     | 2      |
| 2011-2012               | Bayer Leverkusen        | BL                      | 18         | 2          | CG              | 1               | 0               | UCL                | 6                  | 1                  | -           | -           | -           | 25     | 3      |
| Totale Bayer Leverkusen | Totale Bayer Leverkusen | Totale Bayer Leverkusen | 114        | 29         |                 | 9               | 0               |                    | 32                 | 13                 |             | -           | -           | 155    | 42     |
| Totale carriera         | Totale carriera         | Totale carriera         | 456        | 117        |                 | 63              | 19              |                    | 101                | 21                 |             | 2           | 0           | 622    | 157    |

### Cronologia presenze e reti in nazionale
| Cronologia completa delle presenze e delle reti in nazionale ― Germania | Cronologia completa delle presenze e delle reti in nazionale ― Germania | Cronologia completa delle presenze e delle reti in nazionale ― Germania | Cronologia completa delle presenze e delle reti in nazionale ― Germania | Cronologia completa delle presenze e delle reti in nazionale ― Germania | Cronologia completa delle presenze e delle reti in nazionale ― Germania | Cronologia completa delle presenze e delle reti in nazionale ― Germania | Cronologia completa delle presenze e delle reti in nazionale ― Germania |
| Data                                                                    | Città                                                                   | In casa                                                                 | Risultato                                                               | Ospiti                                                                  | Competizione                                                            | Reti                                                                    | Note                                                                    |
| ----------------------------------------------------------------------- | ----------------------------------------------------------------------- | ----------------------------------------------------------------------- | ----------------------------------------------------------------------- | ----------------------------------------------------------------------- | ----------------------------------------------------------------------- | ----------------------------------------------------------------------- | ----------------------------------------------------------------------- |
| 28-4-1999                                                               | Brema                                                                   | Germania                                                                | 0 – 1                                                                   | Scozia                                                                  | Amichevole                                                              | -                                                                       | 59’                                                                     |
| 24-7-1999                                                               | Guadalajara                                                             | Brasile                                                                 | 4 – 0                                                                   | Germania                                                                | Conf. Cup 1999 - 1º turno                                               | -                                                                       |                                                                         |
| 28-7-1999                                                               | Guadalajara                                                             | Germania                                                                | 2 – 0                                                                   | Nuova Zelanda                                                           | Conf. Cup 1999 - 1º turno                                               | -                                                                       | 71’                                                                     |
| 29-3-2000                                                               | Zagabria                                                                | Croazia                                                                 | 1 – 1                                                                   | Germania                                                                | Amichevole                                                              | -                                                                       |                                                                         |
| 26-4-2000                                                               | Kaiserslautern                                                          | Germania                                                                | 1 – 1                                                                   | Svizzera                                                                | Amichevole                                                              | -                                                                       |                                                                         |
| 3-6-2000                                                                | Norimberga                                                              | Germania                                                                | 3 – 2                                                                   | Rep. Ceca                                                               | Amichevole                                                              | -                                                                       | 53’                                                                     |
| 7-6-2000                                                                | Friburgo in Brisgovia                                                   | Germania                                                                | 8 – 2                                                                   | Liechtenstein                                                           | Amichevole                                                              | -                                                                       | 46’                                                                     |
| 17-6-2000                                                               | Charleroi                                                               | Inghilterra                                                             | 1 – 0                                                                   | Germania                                                                | Euro 2000 - 1º turno                                                    | -                                                                       | 72’                                                                     |
| 20-6-2000                                                               | Rotterdam                                                               | Portogallo                                                              | 3 – 0                                                                   | Germania                                                                | Euro 2000 - 1º turno                                                    | -                                                                       | 26’ 46’                                                                 |
| 16-8-2000                                                               | Hannover                                                                | Germania                                                                | 4 – 1                                                                   | Spagna                                                                  | Amichevole                                                              | -                                                                       | 79’                                                                     |
| 2-9-2000                                                                | Amburgo                                                                 | Germania                                                                | 2 – 0                                                                   | Grecia                                                                  | Qual. Mondiali 2002                                                     | -                                                                       | 35’                                                                     |
| 7-10-2000                                                               | Londra                                                                  | Inghilterra                                                             | 0 – 1                                                                   | Germania                                                                | Qual. Mondiali 2002                                                     | -                                                                       | 52’                                                                     |
| 27-2-2001                                                               | Saint-Denis                                                             | Francia                                                                 | 1 – 0                                                                   | Germania                                                                | Amichevole                                                              | -                                                                       |                                                                         |
| 28-3-2001                                                               | Amarousio                                                               | Grecia                                                                  | 2 – 4                                                                   | Germania                                                                | Qual. Mondiali 2002                                                     | 1                                                                       |                                                                         |
| 29-5-2001                                                               | Brema                                                                   | Germania                                                                | 2 – 0                                                                   | Slovacchia                                                              | Amichevole                                                              | -                                                                       | 79’                                                                     |
| 2-6-2001                                                                | Helsinki                                                                | Finlandia                                                               | 2 – 2                                                                   | Germania                                                                | Qual. Mondiali 2002                                                     | 1                                                                       | 10’                                                                     |
| 6-6-2001                                                                | Tirana                                                                  | Albania                                                                 | 0 – 2                                                                   | Germania                                                                | Qual. Mondiali 2002                                                     | 1                                                                       |                                                                         |
| 1-9-2001                                                                | Monaco di Baviera                                                       | Germania                                                                | 1 – 5                                                                   | Inghilterra                                                             | Qual. Mondiali 2002                                                     | -                                                                       | 65’                                                                     |
| 6-10-2001                                                               | Gelsenkirchen                                                           | Germania                                                                | 0 – 0                                                                   | Finlandia                                                               | Qual. Mondiali 2002                                                     | -                                                                       |                                                                         |
| 10-11-2001                                                              | Kiev                                                                    | Ucraina                                                                 | 1 – 1                                                                   | Germania                                                                | Qual. Mondiali 2002                                                     | 1                                                                       |                                                                         |
| 14-11-2001                                                              | Dortmund                                                                | Germania                                                                | 4 – 1                                                                   | Ucraina                                                                 | Qual. Mondiali 2002                                                     | 2                                                                       |                                                                         |
| 17-4-2002                                                               | Stoccarda                                                               | Germania                                                                | 0 – 1                                                                   | Argentina                                                               | Amichevole                                                              | -                                                                       | 21’                                                                     |
| 1-6-2002                                                                | Sapporo                                                                 | Germania                                                                | 8 – 0                                                                   | Arabia Saudita                                                          | Mondiali 2002 - 1º turno                                                | 1                                                                       |                                                                         |
| 5-6-2002                                                                | Kashima                                                                 | Germania                                                                | 1 – 1                                                                   | Irlanda                                                                 | Mondiali 2002 - 1º turno                                                | -                                                                       |                                                                         |
| 11-6-2002                                                               | Shizuoka                                                                | Camerun                                                                 | 0 – 2                                                                   | Germania                                                                | Mondiali 2002 - 1º turno                                                | -                                                                       | 31’                                                                     |
| 15-6-2002                                                               | Seogwipo                                                                | Germania                                                                | 1 – 0                                                                   | Paraguay                                                                | Mondiali 2002 - Ottavi di finale                                        | -                                                                       | 90’                                                                     |
| 21-6-2002                                                               | Ulsan                                                                   | Germania                                                                | 1 – 0                                                                   | Stati Uniti                                                             | Mondiali 2002 - Quarti di finale                                        | 1                                                                       |                                                                         |
| 25-6-2002                                                               | Seul                                                                    | Germania                                                                | 1 – 0                                                                   | Corea del Sud                                                           | Mondiali 2002 - Semifinale                                              | 1                                                                       | 71’                                                                     |
| 21-8-2002                                                               | Sofia                                                                   | Bulgaria                                                                | 2 – 2                                                                   | Germania                                                                | Amichevole                                                              | 1                                                                       | 46’                                                                     |
| 7-9-2002                                                                | Kaunas                                                                  | Lituania                                                                | 0 – 2                                                                   | Germania                                                                | Qual. Euro 2004                                                         | 1                                                                       |                                                                         |
| 16-10-2002                                                              | Hannover                                                                | Germania                                                                | 2 – 1                                                                   | Fær Øer                                                                 | Qual. Euro 2004                                                         | 1                                                                       |                                                                         |
| 20-11-2002                                                              | Gelsenkirchen                                                           | Germania                                                                | 1 – 3                                                                   | Paesi Bassi                                                             | Amichevole                                                              | -                                                                       |                                                                         |
| 7-6-2003                                                                | Glasgow                                                                 | Scozia                                                                  | 1 – 1                                                                   | Germania                                                                | Qual. Euro 2004                                                         | -                                                                       | 64’                                                                     |
| 6-9-2003                                                                | Reykjavík                                                               | Islanda                                                                 | 0 – 0                                                                   | Germania                                                                | Qual. Euro 2004                                                         | -                                                                       |                                                                         |
| 10-9-2003                                                               | Dortmund                                                                | Germania                                                                | 2 – 1                                                                   | Scozia                                                                  | Qual. Euro 2004                                                         | 1                                                                       |                                                                         |
| 11-10-2003                                                              | Amburgo                                                                 | Germania                                                                | 3 – 0                                                                   | Islanda                                                                 | Qual. Euro 2004                                                         | 1                                                                       |                                                                         |
| 15-11-2003                                                              | Gelsenkirchen                                                           | Germania                                                                | 0 – 3                                                                   | Francia                                                                 | Amichevole                                                              | -                                                                       |                                                                         |
| 31-3-2004                                                               | Colonia                                                                 | Germania                                                                | 3 – 0                                                                   | Belgio                                                                  | Amichevole                                                              | 1                                                                       | 84’                                                                     |
| 27-5-2004                                                               | Friburgo                                                                | Germania                                                                | 7 – 0                                                                   | Malta                                                                   | Amichevole                                                              | 4                                                                       |                                                                         |
| 2-6-2004                                                                | Basilea                                                                 | Svizzera                                                                | 0 – 2                                                                   | Germania                                                                | Amichevole                                                              | -                                                                       | 87’                                                                     |
| 6-6-2004                                                                | Kaiserslautern                                                          | Germania                                                                | 0 – 2                                                                   | Ungheria                                                                | Amichevole                                                              | -                                                                       |                                                                         |
| 15-6-2004                                                               | Porto                                                                   | Germania                                                                | 1 – 1                                                                   | Paesi Bassi                                                             | Euro 2004 - 1º turno                                                    | -                                                                       | 90+1’                                                                   |
| 19-6-2004                                                               | Porto                                                                   | Lettonia                                                                | 0 – 0                                                                   | Germania                                                                | Euro 2004 - 1º turno                                                    | -                                                                       |                                                                         |
| 23-6-2004                                                               | Lisbona                                                                 | Germania                                                                | 1 – 2                                                                   | Rep. Ceca                                                               | Euro 2004 - 1º turno                                                    | 1                                                                       |                                                                         |
| 18-8-2004                                                               | Vienna                                                                  | Austria                                                                 | 1 – 3                                                                   | Germania                                                                | Amichevole                                                              | -                                                                       | cap.                                                                    |
| 8-9-2004                                                                | Berlino                                                                 | Germania                                                                | 1 – 1                                                                   | Brasile                                                                 | Amichevole                                                              | -                                                                       | cap. 54’                                                                |
| 9-10-2004                                                               | Teheran                                                                 | Iran                                                                    | 0 – 2                                                                   | Germania                                                                | Amichevole                                                              | -                                                                       | cap.                                                                    |
| 17-11-2004                                                              | Lipsia                                                                  | Germania                                                                | 3 – 0                                                                   | Camerun                                                                 | Amichevole                                                              | -                                                                       | cap.                                                                    |
| 16-12-2004                                                              | Yokohama                                                                | Giappone                                                                | 0 – 3                                                                   | Germania                                                                | Amichevole                                                              | 1                                                                       | cap.                                                                    |
| 19-12-2004                                                              | Pusan                                                                   | Corea del Sud                                                           | 3 – 1                                                                   | Germania                                                                | Amichevole                                                              | 1                                                                       | cap.                                                                    |
| 26-3-2005                                                               | Celje                                                                   | Slovenia                                                                | 0 – 1                                                                   | Germania                                                                | Amichevole                                                              | -                                                                       | cap.                                                                    |
| 4-6-2005                                                                | Belfast                                                                 | Irlanda del Nord                                                        | 1 – 4                                                                   | Germania                                                                | Amichevole                                                              | 2                                                                       | cap. 73’                                                                |
| 8-6-2005                                                                | Mönchengladbach                                                         | Germania                                                                | 2 – 2                                                                   | Russia                                                                  | Amichevole                                                              | -                                                                       | cap.                                                                    |
| 15-6-2005                                                               | Francoforte                                                             | Germania                                                                | 4 – 3                                                                   | Australia                                                               | Conf. Cup 2005 - 1º turno                                               | 1                                                                       | cap. 90+3’                                                              |
| 18-6-2005                                                               | Colonia                                                                 | Tunisia                                                                 | 0 – 3                                                                   | Germania                                                                | Conf. Cup 2005 - 1º turno                                               | 1                                                                       | cap.                                                                    |
| 25-6-2005                                                               | Norimberga                                                              | Germania                                                                | 2 – 3                                                                   | Brasile                                                                 | Conf. Cup 2005 - Semifinale                                             | 1                                                                       | cap.                                                                    |
| 29-6-2005                                                               | Lipsia                                                                  | Germania                                                                | 4 – 3 dts                                                               | Messico                                                                 | Conf. Cup 2005 - Finale 3º posto                                        | 1                                                                       | cap.                                                                    |
| 17-8-2005                                                               | Rotterdam                                                               | Paesi Bassi                                                             | 2 – 2                                                                   | Germania                                                                | Amichevole                                                              | 1                                                                       | cap.                                                                    |
| 3-9-2005                                                                | Bratislava                                                              | Slovacchia                                                              | 2 – 0                                                                   | Germania                                                                | Amichevole                                                              | -                                                                       | cap.                                                                    |
| 7-9-2005                                                                | Brema                                                                   | Germania                                                                | 4 – 2                                                                   | Sudafrica                                                               | Amichevole                                                              | -                                                                       | cap.                                                                    |
| 12-11-2005                                                              | Saint-Denis                                                             | Francia                                                                 | 0 – 0                                                                   | Germania                                                                | Amichevole                                                              | -                                                                       | cap. 48’                                                                |
| 1-3-2006                                                                | Firenze                                                                 | Italia                                                                  | 4 – 1                                                                   | Germania                                                                | Amichevole                                                              | -                                                                       | cap. 69’                                                                |
| 22-3-2006                                                               | Dortmund                                                                | Germania                                                                | 4 – 1                                                                   | Stati Uniti                                                             | Amichevole                                                              | 1                                                                       | cap.                                                                    |
| 30-5-2006                                                               | Leverkusen                                                              | Germania                                                                | 2 – 2                                                                   | Giappone                                                                | Amichevole                                                              | -                                                                       | cap.                                                                    |
| 2-6-2006                                                                | Mönchengladbach                                                         | Germania                                                                | 3 – 0                                                                   | Colombia                                                                | Amichevole                                                              | 1                                                                       | cap.                                                                    |
| 14-6-2006                                                               | Dortmund                                                                | Germania                                                                | 1 – 0                                                                   | Polonia                                                                 | Mondiali 2006 - 1º turno                                                | -                                                                       | cap. 58’                                                                |
| 20-6-2006                                                               | Berlino                                                                 | Ecuador                                                                 | 0 – 3                                                                   | Germania                                                                | Mondiali 2006 - 1º turno                                                | -                                                                       | cap.                                                                    |
| 24-6-2006                                                               | Monaco di Baviera                                                       | Germania                                                                | 2 – 0                                                                   | Svezia                                                                  | Mondiali 2006 - Ottavi di finale                                        | -                                                                       | cap.                                                                    |
| 30-6-2006                                                               | Berlino                                                                 | Germania                                                                | 1 – 1 dts (4 – 2 dtr)                                                   | Argentina                                                               | Mondiali 2006 - Quarti di finale                                        | -                                                                       | cap.                                                                    |
| 4-7-2006                                                                | Dortmund                                                                | Germania                                                                | 0 – 2 dts                                                               | Italia                                                                  | Mondiali 2006 - Semifinale                                              | -                                                                       | cap.                                                                    |
| 2-9-2006                                                                | Stoccarda                                                               | Germania                                                                | 1 – 0                                                                   | Irlanda                                                                 | Qual. Euro 2008                                                         | -                                                                       | cap.                                                                    |
| 6-9-2006                                                                | Serravalle                                                              | San Marino                                                              | 0 – 13                                                                  | Germania                                                                | Qual. Euro 2008                                                         | 1                                                                       | cap. 46’                                                                |
| 7-10-2006                                                               | Rostock                                                                 | Germania                                                                | 2 – 0                                                                   | Georgia                                                                 | Amichevole                                                              | 1                                                                       | cap.                                                                    |
| 11-10-2006                                                              | Bratislava                                                              | Slovacchia                                                              | 1 – 4                                                                   | Germania                                                                | Qual. Euro 2008                                                         | 1                                                                       | cap.                                                                    |
| 15-11-2006                                                              | Nicosia                                                                 | Cipro                                                                   | 1 – 1                                                                   | Germania                                                                | Qual. Euro 2008                                                         | 1                                                                       | cap.                                                                    |
| 7-2-2007                                                                | Düsseldorf                                                              | Germania                                                                | 3 – 1                                                                   | Svizzera                                                                | Amichevole                                                              | -                                                                       | cap. 46’                                                                |
| 24-3-2007                                                               | Praga                                                                   | Rep. Ceca                                                               | 1 – 2                                                                   | Germania                                                                | Qual. Euro 2008                                                         | -                                                                       | cap.                                                                    |
| 6-2-2008                                                                | Vienna                                                                  | Austria                                                                 | 0 – 3                                                                   | Germania                                                                | Amichevole                                                              | -                                                                       | cap. 78’ 87’                                                            |
| 26-3-2008                                                               | Basilea                                                                 | Svizzera                                                                | 0 – 4                                                                   | Germania                                                                | Amichevole                                                              | -                                                                       | cap.                                                                    |
| 27-5-2008                                                               | Kaiserslautern                                                          | Germania                                                                | 2 – 2                                                                   | Bielorussia                                                             | Amichevole                                                              | -                                                                       | cap. 46’                                                                |
| 31-5-2008                                                               | Gelsenkirchen                                                           | Germania                                                                | 2 – 1                                                                   | Serbia                                                                  | Amichevole                                                              | 1                                                                       | cap.                                                                    |
| 8-6-2008                                                                | Klagenfurt am Wörthersee                                                | Germania                                                                | 2 – 0                                                                   | Polonia                                                                 | Euro 2008 - 1º turno                                                    | -                                                                       | cap.                                                                    |
| 12-6-2008                                                               | Klagenfurt am Wörthersee                                                | Croazia                                                                 | 2 – 1                                                                   | Germania                                                                | Euro 2008 - 1º turno                                                    | -                                                                       | cap. 75’                                                                |
| 16-6-2008                                                               | Vienna                                                                  | Austria                                                                 | 0 – 1                                                                   | Germania                                                                | Euro 2008 - 1º turno                                                    | 1                                                                       | cap.                                                                    |
| 19-6-2008                                                               | Basilea                                                                 | Portogallo                                                              | 2 – 3                                                                   | Germania                                                                | Euro 2008 - Quarti di finale                                            | 1                                                                       | cap.                                                                    |
| 25-6-2008                                                               | Basilea                                                                 | Germania                                                                | 3 – 2                                                                   | Turchia                                                                 | Euro 2008 - Semifinale                                                  | -                                                                       | cap.                                                                    |
| 29-6-2008                                                               | Vienna                                                                  | Germania                                                                | 0 – 1                                                                   | Spagna                                                                  | Euro 2008 - Finale                                                      | -                                                                       | cap. 42’                                                                |
| 11-10-2008                                                              | Dortmund                                                                | Germania                                                                | 2 – 1                                                                   | Russia                                                                  | Qual. Mondiali 2010                                                     | 1                                                                       | cap.                                                                    |
| 15-10-2008                                                              | Mönchengladbach                                                         | Germania                                                                | 1 – 0                                                                   | Galles                                                                  | Qual. Mondiali 2010                                                     | -                                                                       | cap.                                                                    |
| 11-2-2009                                                               | Düsseldorf                                                              | Germania                                                                | 0 – 1                                                                   | Norvegia                                                                | Amichevole                                                              | -                                                                       | cap.                                                                    |
| 28-3-2009                                                               | Lipsia                                                                  | Germania                                                                | 4 – 0                                                                   | Liechtenstein                                                           | Qual. Mondiali 2010                                                     | 1                                                                       | cap.                                                                    |
| 1-4-2009                                                                | Cardiff                                                                 | Galles                                                                  | 0 – 2                                                                   | Germania                                                                | Qual. Mondiali 2010                                                     | 1                                                                       | cap.                                                                    |
| 12-8-2009                                                               | Baku                                                                    | Azerbaigian                                                             | 0 – 2                                                                   | Germania                                                                | Qual. Mondiali 2010                                                     | -                                                                       | cap.                                                                    |
| 5-9-2009                                                                | Leverkusen                                                              | Germania                                                                | 2 – 0                                                                   | Sudafrica                                                               | Amichevole                                                              | -                                                                       | cap. 80’                                                                |
| 9-9-2009                                                                | Hannover                                                                | Germania                                                                | 4 – 0                                                                   | Azerbaigian                                                             | Qual. Mondiali 2010                                                     | 1                                                                       | cap.                                                                    |
| 10-10-2009                                                              | Mosca                                                                   | Russia                                                                  | 0 – 1                                                                   | Germania                                                                | Qual. Mondiali 2010                                                     | -                                                                       | cap.                                                                    |
| 14-10-2009                                                              | Amburgo                                                                 | Germania                                                                | 1 – 1                                                                   | Finlandia                                                               | Qual. Mondiali 2010                                                     | -                                                                       | cap. 46’                                                                |
| 3-3-2010                                                                | Monaco di Baviera                                                       | Germania                                                                | 0 – 1                                                                   | Argentina                                                               | Amichevole                                                              | -                                                                       | cap.                                                                    |
| Totale                                                                  |                                                                         | Presenze                                                                | 98                                                                      |                                                                         | Reti (9º posto)                                                         | 42                                                                      |                                                                         |

## Palmarès

### Club
- Campionato tedesco: 4

Kaiserslautern: 1997-1998
Bayern Monaco: 2002-2003, 2004-2005, 2005-2006
- Coppa di Germania: 3

Bayern Monaco: 2002-2003, 2004-2005, 2005-2006
- Coppa di Lega tedesca: 1

Bayern Monaco: 2004
- Coppa d'Inghilterra: 3

Chelsea: 2006-2007, 2008-2009, 2009-2010
- Coppa di Lega inglese: 1

Chelsea: 2006-2007
- Community Shield: 1

Chelsea: 2009
- Campionato inglese: 1

Chelsea: 2009-2010

### Individuale
- Calciatore tedesco dell'anno: 3

2002, 2003, 2005
- Squadra dell'anno UEFA: 1

2002
- ESM Team of the Year: 1

2001-2002
- All-Star Team dei Mondiali: 2

Giappone/Corea del Sud 2002, Germania 2006
- Uomo assist del Campionato mondiale di calcio: 1

Giappone/Corea del Sud
- Scarpa d'argento della FIFA Confederations Cup: 1

Germania 2005
- Squadra del torneo del campionato europeo: 2

Portogallo 2004, Austria-Svizzera 2008